# Tabu (film 1999)
Tabu (jap. Gohatto, 御法度) – filmowy dramat kostiumowy w reżyserii Nagisy Ōshimy z 1999 roku, zrealizowany w koprodukcji japońsko-francusko-brytyjskiej. Zdjęcia kręcono w Kioto.
Twórca filmu jest uznanym reżyserem znanym z wcześniejszych niekonwencjonalnych filmów takich jak Imperium zmysłów (1976) i Imperium namiętności (1978), które w Japonii wielokrotnie wywoływały skandale. Fascynują go ludzkie przeżycia i skrywane emocje, rozbieżności pomiędzy uczuciami a konwencjami narzucanymi przez kulturę, moralne dylematy związane ze zdradą i prostytucją i różnice w ich postrzeganiu przez kulturę wschodu i zachodu. Tym razem w filmie Tabu zajął się równie prowokującym tematem – homoseksualizmem wśród wojowników. Mimo kontrowersyjnej fabuły, w warstwie obrazu, w elementach scenografii i geście film odwołuje się do klasycznego kina japońskiego, do tradycji takich twórców jak Yasujirō Ozu, Masaki Kobayashi i Akira Kurosawa.

## Opis fabuły
Akcja toczy się w Kioto w drugiej połowie XIX stulecia, u schyłku okresu Edo, epoki siogunów, w siedzibie Shinsengumi, jednostki specjalnej sioguna Tokugawy, przeznaczonej do tłumienia buntów społecznych. Dawna sztuka walki i tradycja samurajów zaczyna powoli zanikać. Wbrew temu w szkole samurajów panuje surowy rygor, a najmniejsze odstępstwo od kodeksu jest karane śmiercią.
Między adeptami pojawia się nowy wojownik, 18-letni Sozaburo Kano. Okazuje się, że chłopak roztacza wokół siebie tajemniczy urok. Pojawia się zakazana miłość, która przyczynia się do konfliktu w grupie uczniów elitarnej szkoły. Kano ma olbrzymi talent szermierczy, ale jego uwodzicielskie zachowanie wywołuje poruszenie. Chłopiec nie tylko roztacza wokół siebie aurę seksualnej dwuznaczności rozpalając erotyczne żądze wśród prowadzących surowe życie młodych adeptów sztuki walki, ale też umiejętnie manipuluje otoczeniem.
Przełożeni wiedzą, że takie relacje nie są niczym nowym wśród samurajów, ale zdają też sobie sprawę, że prowadzona przez nich szkoła ma bronić tradycyjnego kodeksu samurajów i utrzymać rygory w szeregach armii. Nakazują młodzieńcowi zabić swego kochanka, a egzekucji ma dopilnować zastępca komendanta szkoły. Jak się okazuje i nim zawładnął urok pięknego Kano.

## Środki wyrazu i wymowa filmu
Dla zrozumienia znaczenia filmu istotny jest wgląd w tło historyczne. Japonia w XIX w. jest pogrążona w gospodarczym zacofaniu, które pogłębiają wojny feudalnych władców 250 domen. Tylko w czterech prowincjach na południowym zachodzie udaje się przeprowadzić skuteczne reformy i również tam pojawia się ruch skierowany ku restauracji dawnego cesarstwa. W połowie wieku pod zewnętrznym naciskiem nastąpiło otwarcie japońskich portów dla obcych bander. Doprowadziło to do nowej wojny domowej, w wyniku której upadają rządy ostatniego sioguna i następuje zmierzch epoki samurajów. W 1868 po rewolucji Meiji powraca pełnia władzy cesarskiej, a kraj zaczyna się rozwijać gospodarczo i społecznie. Fabuła filmu została umieszczona na trzy lata przed tym wydarzeniem.
Przedstawiona w filmie szkoła samurajów powstała w 1861 roku, aby stać się ostoją siogunatu. Jej wychowankowie mają wyznawać ślepe posłuszeństwo, wierność tradycji i stać się mistrzami fechtunku, których będzie można wykorzystać do tłumienia ruchów rewolucyjnych. Przywiązanie do dawnych porządków symbolizują w filmie stroje i scenografia wyjęte wręcz ze średniowiecza.
Według jednej z interpretacji rygoryzm, wierność kodeksowi samurajskiemu, zamknięcie w kręgu rytuałów i uzależnienie wojownika od suwerena – to oznaki schyłkowości, której kolejnym przejawem ma być dekadencki homoseksualizm rozkładający samurajską tradycję od środka. Życie, które choć jasno podporządkowane, pozostaje jednak puste, bez określonej perspektywy.

Oshima, który dotąd piętnował Japończyków za bezrefleksyjne uleganie wzorcom zachodnim, pokazuje, do czego prowadzi świadoma izolacja od świata zewnętrznego. Uwikłani w polityczne rozgrywki swoich suwerenów samuraje nie potrafią dostrzec konieczności nadchodzących przemian. Zamknięci na sprawy zewnętrzne ze zdwojoną energią próbują rozwikłać swoje problemy wewnętrzne. Bliższa analiza ogółu relacji między kadrą i kadetami ujawnia, że zachowania homoseksualne stały się normą niemal powszechną, wręcz zagrażającą idei prowadzenia szkoły. Wtedy lęk przed utratą jedynego celu w życiu dyktuje jedyną możliwą karę: śmierć. Kto jednak powinien tu ponieść karę: młodzieniec, który tak ekscytująco działa na otoczenie, czy też ten, który uległ jego wdziękom, a może ci, którzy – wbrew tradycyjnym przekazom, przywołanej legendzie o męskiej przyjaźni – nie dostrzegli niebezpieczeństwa, bo sami też mu ulegli? (…)
Zmierzch epoki samurajów, dekadencja po japońsku, nie ma w sobie uwodzicielskiego uroku, jaki kultura europejska przypisuje nastrojom schyłkowym. Wręcz przeciwnie – jest zaślepiona i niebezpieczna, a w swej bezsilności zwraca się przeciwko pięknu. W ostatnim ujęciu "Tabu" Beat Kitano ścina samurajskim mieczem kwitnące drzewko wiśni. Scena pociągająca swoim pięknem, jest jednocześnie posępna – jak cały film.

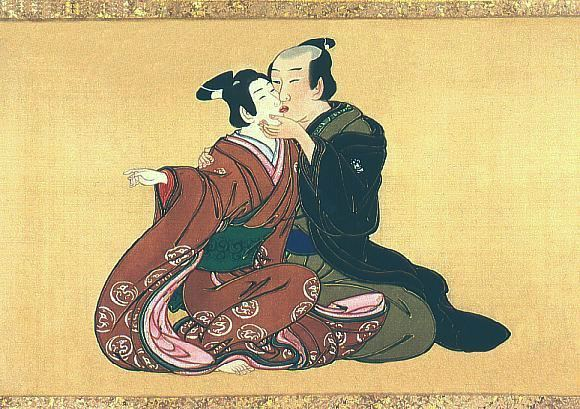
Shudō między młodym chłopcem a samurajem. Rysunek autorstwa Isshō Miyagawy, ok. 1750 r.

Według innych film Tabu ukazuje relacje wśród samurajów w krzywym zwierciadle reżysera. Homoseksualizm nie był cechą dekadencji siogunatu, ponieważ wpisany był silnie w cały japoński średniowieczny system społeczny, w którym związki między mężczyznami były dość powszechne. Wśród samurajów często tworzyły się takie relacje lub występowały też związki znane z klasycznej greckiej pederastii. Na dowód przytaczane są tu Hagakure – zapiski samuraja Yamamoto Tsunetomo oraz często spotykane erotyczne obrazy z epoki samurajów.

## Nagrody i nominacje
- 2000:
  - nominacja filmu do Złotej Palmy podczas 53. MFF w Cannes
  - nagroda Japońskiej Akademii Filmowej dla Ryuhei Matsuda w kategorii debiut roku
  - nominacja w 9 kategoriach do nagrody Japońskiej Akademii Filmowej
  - nagroda Błękitnej Wstęgi w czterech kategoriach: najlepszy film, najlepszy reżyser, najlepszy debiut aktorski, najlepsza aktor drugoplanowy; nagroda przyznawana przez japońskich krytyków w Tokio
  - nagroda Hochi Film Award dla Tadanobu Asano w kategorii najlepszy aktor drugoplanowy
- 2001:
  - nagroda Kinema Junpo Awards dla Ryuhei Matsuda w kategorii najlepszy debiut aktorski
  - nagroda podczas gali filmowej Mainichi dla Tadanobu Asano w kategorii dla najlepszego aktora i dla Ryuhei Matsuda grand prix dla najlepszego młodego aktora
  - nagroda podczas Festiwalu Filmowego w Yokohamie dla Ryuhei Matsuda w kategorii dla najlepszego młodego talentu

## Pełna obsada
| - Takeshi Kitano – kapitan Toshizo Hijikata - Ryuhei Matsuda – samuraj Sozaburo Kano - Shinji Takeda – porucznik Soji Okita - Tadanobu Asano – porucznik Hyozo Tashiro - Koji Matoba – samuraj Heibei Sugano - Masa Tommies – Jo Yamazaki - Masatō Ibu – Koshitaro Ito - Uno Kanda – Nishikigi-Dayū - Kazuko Yoshiyuki – Omatsu - Tomoro Taguchi – Tojiro Yuzawa - Jiro Sakagami – porucznik Genzaburo Inoe - Yoichi Sai – Isami Kondo - Tomorowo Taguchi – samuraj Tojiro Yuzawa - Susumu Terajima – szpieg Shinsen-gumi - Toujirō Kinoshita - Shun Sugata - Masanosuke Yamaguchi - Chikako Aoyama - Youichi Iijima - Yoji Tanaka – samuraj zabity przez Kanō - Yoshiaki Inagaki - Yō Obara - Kumotarô Mukai | - Hirofumi Nakase - Tōru Ōtomo - Daisuke Iijima - Sanji Takei - Asami Nakamura - Shougo Tajika - Seiji Kurasaki - Uzaburō Ōshima - Sayami Toda - Takashi Odashima - Kazuhiko Okuno - Kenichi Urata - Takuya Muramatsu - Yoshiaki Fujiwara - Iwawo - Kasumi Sawanoi - Yoshiyuki Omori - Makoto Togashi - Yoichi Iijima - Yōzaburô Itō - Emiko Michii - Yukiharu Yamaguchi - Shūji Yamazaki |